# União Geral de Trabalhadores
A União Geral de Trabalhadores (UGT) MHIH • MHM é uma Central Sindical de Portugal, foi fundada a 28 de outubro de 1978, em Lisboa. A direção da UGT é tradicionalmente influenciada pelo PS e pelo PSD.
A UGT representa Portugal, função partilhada com a CGTP, na Organização Internacional do Trabalho e na Confederação Europeia de Sindicatos (European Trade Union Confederation).

## Declaração de Princípios
Na sua Declaração de Princípios, a UGT defende: 
- "a liberdade de constituição de organizações sindicais e a sua autonomia e independência em relação ao Estado, ao patronato, às confissões religiosas e aos partidos políticos ou a quaisquer outras associações de natureza política;
- a participação ativa dos trabalhadores em todos os conjuntos da atividade sindical, nomeadamente através da democratização das estruturas internas e da eleição dos órgãos estatutários das suas organizações sindicais, periodicamente e por voto secreto;
- o exercício do direito de tendência enquanto meio de expressão politico-sindical".[4]

## Dirigentes

### Presidentes
- Miguel Pacheco (1979-1984)[1][5]
- José Pereira Lopes[1] (1984-1996)
- Manuel António dos Santos[1]
- Manuela Teixeira (2000-2004)[1][6]
- João Dias da Silva (2004-2009)[1][7]
- João de Deus (2009-2013)
- Lucinda Dâmaso (2013-presente)[8]

### Secretários-gerais
- José Manuel Torres Couto (1979-1995)[1]
- João Proença (1995-2013)[1][9]
- Carlos Silva (2013-2022)[10]
- Mário Mourão (2022-presente)[11]

## Distinções
- A 8 de junho de 2009, a União Geral de Trabalhadores foi agraciada com o grau de Membro-Honorário da Ordem do Mérito e a 27 de outubro de 2018, por ocasião do 40.º aniversário da sua fundação, foi agraciada com o grau de Membro-Honorário da Ordem do Infante D. Henrique.[12][13]

## Sindicatos
| Nome | Sigla (ou nome abreviado) | Sede              |
| --- | ------------------------- | ----------------- |
| Associação Nacional dos Treinadores de Futebol                                                                                             | ANTF                      | Gondomar          |
| Associação Sindical do Pessoal Administrativo da Saúde                                                                                     | ASPAS                     | Vila Nova de Gaia |
| Sindicato da Construção, Obras Públicas e Serviços Afins                                                                                   | SETACCOP                  | Lisboa            |
| Sindicato da Mestrança e Marinhagem da Marinha Mercante, Energia e Fogueiros de Terra                                                      | SITEMAQ                   | Lisboa            |
| Sindicato da Mestrança e Marinhagem de Câmaras da Marinha Mercante                                                                         | SMMCMM                    | Lisboa            |
| Sindicato das Indústrias e Afins | SINDEQ                    | Porto             |
| Sindicato Democrático das Pescas | SINDEPESCAS               | Aveiro            |
| Sindicato Democrático do Comércio, Escritórios e Serviços                                                                                  | SINDCES                   | Aveiro            |
| Sindicato Democrático dos Enfermeiros de Portugal                                                                                          | SINDEPOR                  | Évora             |
| Sindicato Democrático dos Professores dos Açores                                                                                           | SDPA                      | Ponta Delgada     |
| Sindicato Democrático dos Trabalhadores dos Aeroportos e Aviação                                                                           | SINDAV                    | Lisboa            |
| Sindicato Democrático dos Trabalhadores dos Correios, das Comunicações e dos Média                                                         | SINDETELCO                | Lisboa            |
| Sindicato dos Bancários do Centro | SBC                       | Coimbra           |
| Sindicato dos Bancários do Norte | SBN                       | Porto             |
| Sindicato dos Bancários do Sul e Ilhas | SBSI                      | Lisboa            |
| Sindicato dos Capitães Oficiais da Marinha Mercante                                                                                        | SINCOMAR                  | Lisboa            |
| Sindicato dos Economistas | SE                        | Lisboa            |
| Sindicato dos Enfermeiros | SE                        | Porto             |
| Sindicato dos Engenheiros Marinha Mercante                                                                                                 | SEMM                      | Lisboa            |
| Sindicato dos Inspectores de Trabalho | SIT                       | Lisboa            |
| Sindicato dos Meios Audiovisuais | SMAV                      | Lisboa            |
| Sindicato dos Oficiais de Justiça | SOJ                       | Lisboa            |
| Sindicato dos Oficiais e Engenheiros Maquinistas da Marinha Mercante                                                                       | SOEMMM                    | Lisboa            |
| Sindicato dos Professores da Zona Centro                                                                                                   | SPZC                      | Coimbra           |
| Sindicato dos Professores da Zona Norte | SPZN                      | Porto             |
| Sindicato dos Profissionais de Escritório, Comércio, Indústria, Turismo, Serviços e Correlativos Da Região Autónoma dos Açores             | SINDESCOM                 | Ponta Delgada     |
| Sindicato dos Profissionais de Seguros de Portugal                                                                                         | SISEP                     | Lisboa            |
| Sindicato dos Quadros da Aviação Comercial                                                                                                 | SQAC                      | Lisboa            |
| Sindicato dos Quadros Técnicos do Estado e de Entidades com Fins Público                                                                   | STE                       | Lisboa            |
| Sindicato dos Técnicos de Manutenção Aeronaves                                                                                             | SITEMA                    | Lisboa            |
| Sindicato dos Técnicos Superiores de Diagnóstico e Terapêutica                                                                             | SINDITE                   | Porto             |
| Sindicato dos Trabalhadores Agro-Alimentares da Região Autónoma dos Açores                                                                 | SINTABA/AÇORES            | Ponta Delgada     |
| Sindicato dos Trabalhadores da Actividade Seguradora                                                                                       | STAS                      | Lisboa            |
| Sindicato dos Trabalhadores da Administração Pública e de Entidades com Fins Públicos                                                      | SINTAP                    | Lisboa            |
| Sindicato dos Trabalhadores de Escritório e Comércio de Angra do Heroísmo                                                                  | STECAH                    | Angra do Heroísmo |
| Sindicato dos Trabalhadores dos Transportes                                                                                                | SITRA                     | Lisboa            |
| Sindicato dos Trabalhadores e Técnicos de Serviços                                                                                         | SITESE                    | Lisboa            |
| Sindicato Nacional da Indústria e da Energia                                                                                               | SINDEL                    | Lisboa            |
| Sindicato Nacional da Protecção Civil | SNPC                      | Lisboa            |
| Sindicato Nacional das Actividades Turísticas Tradutores e Intérpretes                                                                     | SNATTI                    | Lisboa            |
| Sindicato Nacional dos Assistentes Sociais                                                                                                 | SNAS                      | Lisboa            |
| Sindicato Nacional dos Engenheiros, Engenheiros Técnicos e Arquitectos                                                                     | SNEET                     | Lisboa            |
| Sindicato Nacional dos Profissionais da Educação                                                                                           | SINAPE                    | Lisboa            |
| Sindicato Nacional dos Registos | SNR                       | Porto             |
| Sindicato Nacional dos Trabalhadores da Agricultura, Floresta, Pesca, Turismo, Indústria Alimentar, Bebidas e Afins                        | SETAAB                    | Lisboa            |
| Sindicato Nacional dos Trabalhadores das Indústrias de Cerâmica, Cimentos, Abrasivos, Vidros, Similares, Construção Civil e Obras Públicas | SINTICAVS                 | Aveiro            |
| Sindicato Nacional dos Trabalhadores do Sector das Pescas                                                                                  | UGT/PESCAS                | Aveiro            |
| Sindicato Nacional e Democrático dos Professores                                                                                           | SINDEP                    | Lisboa            |
| Sindicato Nacional Ferroviários do Movimento e Afins                                                                                       | SINAFE                    | Lisboa            |
| Sindicato Profissionais de Banca dos Casinos                                                                                               | SPBC                      | Lisboa            |